# ТЕС Ладброук-Гроув
ТЕС Ладброук-Гроув (Ladbroke Grove) – теплова електростанція на півдні Австралії.
В 1999 – 2000 роках на майданчику станції ввели в дію дві встановлені на роботу у відкритому циклі газові турбіни General Electric LM6000 потужністю по 40 МВт. 
Станцію спорудили біч-о-біч з установкою підготовки газового родовища Катнук, від якої вона отримувала блакитне паливо. Оскільки газ з Катнук мав високий вміст діоксиду вуглецю та, як наслідок, понижену калорійність, турбіни пройшли певну модифікацію для його використання. В 2005-му на тлі вичерчання запасів Катнук сюди подали ресурс по газопроводу SESA.
Видача продукії відбувається по ЛЕП, що працює під напругою 132 кВ.